# Грілі-Сентер (Небраска)
Грілі-Сентер (англ. Greeley Center) — селище (англ. village) в США, в окрузі Грілі штату Небраска. Населення — 402 особи (2020).

## Географія
Грілі-Сентер розташоване за координатами 41°32′54″ пн. ш. 98°31′50″ зх. д. / 41.54833° пн. ш. 98.53056° зх. д. (41.548344, -98.530517). За даними Бюро перепису населення США в 2010 році селище мало площу 1,63 км², уся площа — суходіл.

## Демографія
Згідно з переписом 2010 року, у селищі мешкало 466 осіб у 204 домогосподарствах у складі 116 родин. Густота населення становила 286 осіб/км². Було 252 помешкання (155/км²).
Расовий склад населення:
| - 98,9 % — білих |

До двох чи більше рас належало 1,1 %. Частка іспаномовних становила 2,6 % від усіх жителів.
За віковим діапазоном населення розподілялося таким чином: 20,4 % — особи молодші 18 років, 53,2 % — особи у віці 18—64 років, 26,4 % — особи у віці 65 років та старші. Медіана віку мешканця становила 49,8 року. На 100 осіб жіночої статі у селищі припадало 102,6 чоловіків; на 100 жінок у віці від 18 років та старших — 96,3 чоловіків також старших 18 років.
Середній дохід на одне домашнє господарство становив 40 437 доларів США (медіана — 33 125), а середній дохід на одну сім'ю — 59 706 доларів (медіана — 55 833). За межею бідності перебувало 24,3 % осіб, у тому числі 59,6 % дітей у віці до 18 років та 13,2 % осіб у віці 65 років та старших.
Цивільне працевлаштоване населення становило 148 осіб. Основні галузі зайнятості: освіта, охорона здоров'я та соціальна допомога — 33,1 %, сільське господарство, лісництво, риболовля — 20,3 %, фінанси, страхування та нерухомість — 18,2 %.